# Số Idoneal
Trong toán học, các số idoneal của Euler  (cũng được gọi là số tiện lợi) là số nguyên dương D sao bất cứ số nguyên nào có duy nhất một cách biểu diễn thành x2 ± Dy2 (trong đó x2 nguyên tố cùng nhau với Dy2) thì số đó là lũy thừa nguyên tố hoặc gấp đôi lũy thừa nguyên tố. Cụ thể hơn, số có hai cách biểu diễn khác nhau dưới dạng tổng của hai số chính phương bằng phương pháp phân tích số của Euler. Mọi số idoneal sinh ra vô số nguyên tố và cũng đồng thời bỏ đi vô số số nguyên tố khác.

## Định nghĩa
Số nguyên dương n là số idoneal khi và chỉ khi nó không thể viết thành ab + bc + ac với a, b, and c là các số nguyên dương phân biệt.
Ta chỉ cần xét tập sau { n + k2 |  3 . k2 ≤ n ∧ gcd (n, k) = 1 }; nếu tất cả số này nằm dưới dạng p, p2, 2 · p hay 2s với một số số nguyên s, trong đó p nguyên tố, thì n là số idoneal.

## Danh sách số và giả thuyết
Danh sách 65 số idoneal được tìm thấy bởi Leonhard Euler và Carl Friedrich Gauss và được đặt giả thuyết là 65 số duy nhất
1, 2, 3, 4, 5, 6, 7, 8, 9, 10, 12, 13, 15, 16, 18, 21, 22, 24, 25, 28, 30, 33, 37, 40, 42, 45, 48, 57, 58, 60, 70, 72, 78, 85, 88, 93, 102, 105, 112, 120, 130, 133, 165, 168, 177, 190, 210, 232, 240, 253, 273, 280, 312, 330, 345, 357, 385, 408, 462, 520, 760, 840, 1320, 1365, and 1848 (dãy số A000926 trong bảng OEIS).
Kết quả từ Peter J. Weinberger trong 1973 chỉ ra rằng chỉ có tối đa hai số idoneal khác không nằm trong dãy trên. Mặt khác dãy trên chứa đầy đủ các số idoneal nếu giả thuyết Riemann tổng quát đúng.